# داليا فرنانديز
داليا فرنانديز هي عارضة دومينيكانية، ولدت في 3 يناير 1990 في سانتياغو دي لوس كاباليروس في جمهورية الدومينيكان.